# Lobi (film)
Pour les articles homonymes, voir Lobi.
Pour plus de détails, voir Fiche technique et Distribution.
Lobi est un film documentaire belgo-congolais réalisé en 2010.

## Synopsis
Kinshasa, 2010. Le cinquantenaire de l’Indépendance du Congo s’annonce. Neuf artistes et cinéastes d’origine belge et congolaise se sont donné rendez-vous pour réaliser ensemble un film sur ce sujet. Neuf regards différents se réunissent dans la recherche d’un langage commun pour aborder le passé, penser le présent et imaginer le futur.

## Fiche technique
- Réalisation et scénario : Kristin Rogghe, Pierre Kigoma, Mekhar Azari, Tocha Zaventen, Amourabinto Lukoji, Rek Kandol, Eric Biansueki, Androa Mindre, Matthias De Groof
- Production : Kristin Rogghe, Matthias De Groof
- Image : Mekhar Azari, Amourabinto Lukoji, Kristin Rogghe, Matthias De Groof
- Montage : Kristin Rogghe, Matthias De Groof
- Musique : Bhelly Bompolonga, Café Dodo, Maître Tshamala, Mike Squatterback